# Wolfgang Kraus (Journalist)

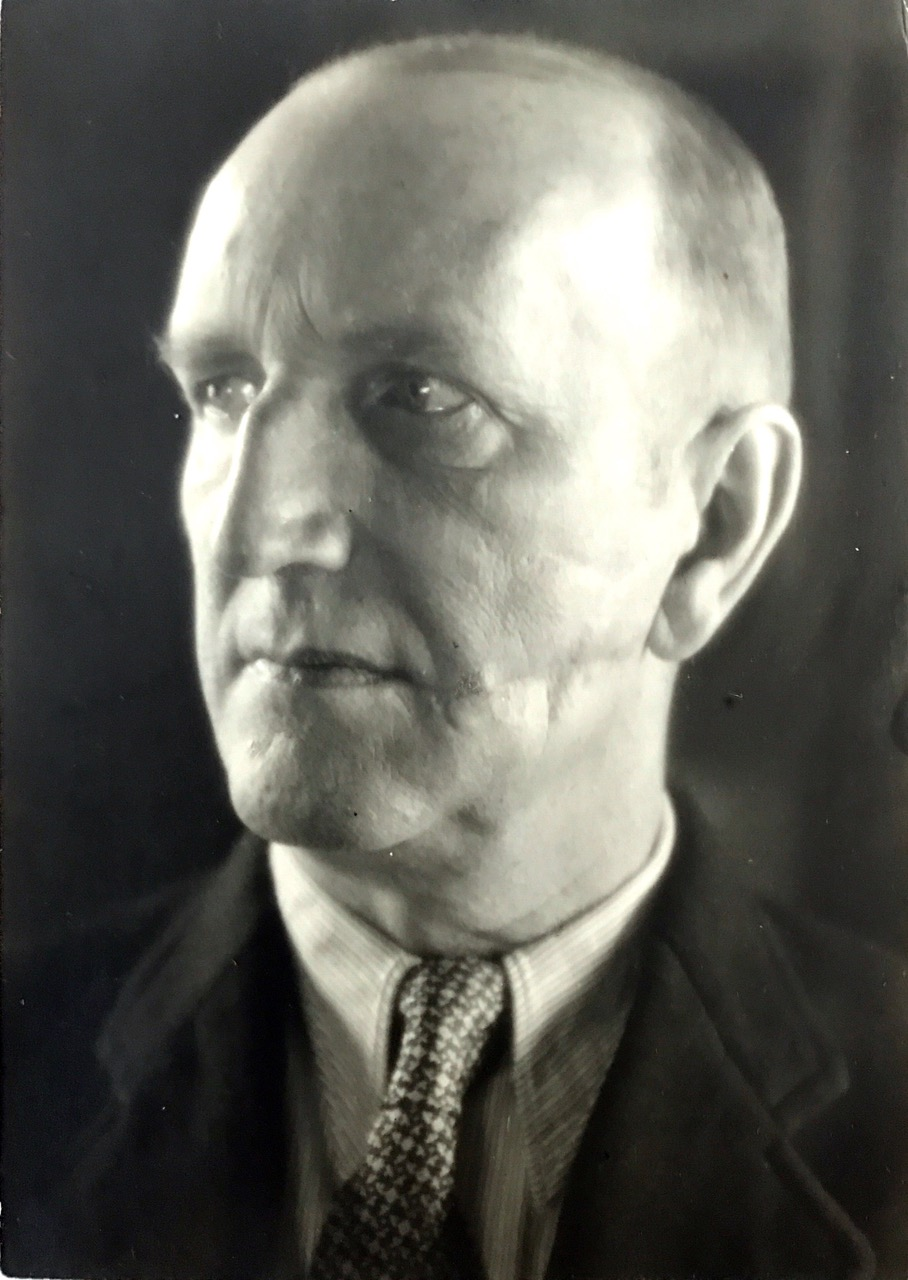

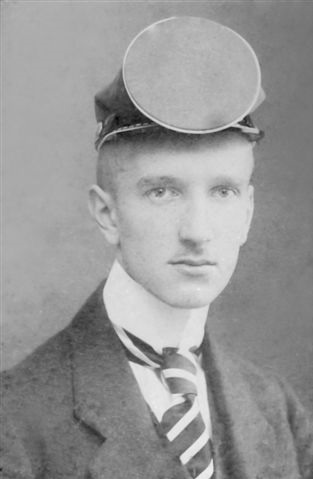
Wolfgang Kraus, Corps Guestfalia zu Greifswald

Wolfgang Kraus (* 3. August 1887 in  Libau, Kurland; † 4. Januar 1952 in Altenburg) war ein deutsch-baltischer Journalist und Schriftsteller.

## Leben
Wolfgang Kraus stammt von baltischen Vätern, die seit etwa 1800 ein Pastorat in Kurland betreuten. Einer seiner Stammväter war Gerhard von Kügelgen. Im Ostseegouvernement Kurland aufgewachsen, begann Kraus an der  Königlichen Universität zu Greifswald Philosophie, Geschichte, Germanistik und Nationalökonomie zu studieren. 1909 wurde er mit Curt Bräuer im Corps Guestfalia Greifswald aktiv. Als Inaktiver wechselte er an die  Friedrich-Wilhelms-Universität zu Berlin. Sie  promovierte ihn 1912 zum Dr. phil.
1913 war er Volontär bei der Berliner Zeitung Die Post, 1913/14 außenpolitischer Redakteur bei den Leipziger Neue-Nachrichten und ab 1916 wieder Redakteur in Berlin. Dort leitete er die Geschäftsstelle der Königsberger Zeitungen. 1918 übernahm er die Leitung der vom demokratischen November-Club herausgegebenen Monatsschrift Die deutsche Nation. 1924 wurde er Chefredakteur des Liegnitzer Tageblatts, das er bis zur Besetzung von  Liegnitz durch die Rote Armee am 8. Februar 1945 leitete. Nach seiner Flucht aus Schlesien lebte er in Altenburg und versuchte vorübergehend in Hamburg eine neue berufliche Perspektive. Bedingt durch Krankheit und politische Restriktionen war er als freischaffender Journalist und Schriftsteller tätig. Oda Schaefer ist seine Schwester. Er wurde 1952 in Berlin-Steglitz beigesetzt.
Kraus war ein ausgewiesener Kenner von Waldemar Dyhrenfurth und dessen Alter Ego Bonifazius Kiesewetter.

## Werke
- Corpsgeschichte der Guestfalia zu Greifswald. Schlüter, Hagenow 1927.
- ABC der Politik. Schlagwörterbuch der hauptsächlichen Begriffe der politischen und parlamentarischen Lebens. Krumbhaar, Liegnitz 1930.
- Die staats- und völkerrechtliche Stellung Britisch-Indiens. Leipzig 1930 (= Frankfurter Abhandlungen zum modernen Völkerrecht H. 17).
- Pastor Kreuz. Erzählung aus dem alten Kurland. Zeitwende 14 (1937/38), S. 29–39.
- Schwert und Pflug. Wiking, Berlin 1939 (Kreuzritter-Novelle) mit Holzschnitten von  Wasyl Masjutyn.
- Die baltische Plaudertasche, Anekdoten. Franckh, Stuttgart 1942.
- Audienz in Windsor, Novellen. Karlsbad 1945, Braunschweig 1948.
- Rudolf Diesel. Ein Leben für den Motor. Nürnberg 1949.
- Bonifazius Kiesewetter. Ein heroisches Leben Schnurren, Schwänke, Anekdoten. Berichtet von Wolfgang Kraus. 1. Ausgabe im Magazinformat, Berlin 1951; 2. und 3. gering erweiterte Ausgabe im Taschenbuchformat, Berlin 1954 und 1955.